# Dezső Pattantyús-Ábrahám
Dezső Pattantyús-Ábrahám (n. 10 iulie 1875, Debrecen – d. 25 august 1973 Budapesta) a fost un avocat și politician maghiar.
Dezső Pattantyús a fost un politician de dreapta, premier al celui de-al doilea guvern contrarevoluționar de la Szeged.
Și-a terminat studiile la Budapesta, în 1901 a luat exemenul de intrare în avocatură. A profesat ca avocat la Debrecen apoi în Budapesta. Între 1906 și 1918 a fost deputat în parlament din partea Partidului Independent și Partidului 1848.
Din noiembrie 1918 până în ianuarie 1919, a servit guvernul Mihály Károlyi ca secretar de stat la Ministerul de Justiție. A fost membru în comisia administrativă pentru naționalități condusă de Oszkár Jászi și a negociat la Arad cu deputații români. În ianuarie 1919 a demisionat. În perioada Republicii Sovietice Ungare s-a retras la Szeged.
După demisia lui Mihály Károlyi, a devenit prim ministru provizoriu și ministrul de finanțe, din 12 iulie 1919 până în 12 august 1919. Guvernul său l-a desemnat pe Miklós Horthy comandant suprem ai armatei ungare. El a înființat comisia unității naționale de apărare. S-a întors la Budapesta ca notar de stat pe 25 august 1919. Între (1919-1920) a lucrat ca secretar de stat în Ministerul de Interne. După 1920 s-a lăsat de politică.
În noiembrie 1944 partidul Crucilor cu Săgeți al lui Ferenc Szálasi l-a luat prizonier pe podul din Sopron, ̟și l-a internat la Sopronkőhida, iar mai apoi în Germania. În septembrie 1945 s-a întors în Ungaria. Din 1947 până în 1948 a fost membru Partidului Independent Democrat a lui István Balogh. În 1949 a părăsit viața politică, iar din 1958 a fost avocat în Budapesta.
1. ↑   https://www.epa.oszk.hu/00000/00003/00030/adattar.html Lipsește sau este vid: |title= (ajutor)
2. ↑   https://www.epa.oszk.hu/00000/00003/00030/nevmutato.html Lipsește sau este vid: |title= (ajutor)